# Л'Амеля-дал-Бальєс
л'Аме́ля-дал-Бальє́с (кат. L'Ametlla del Vallès, вимова літературною каталанською [łə'mɛʎ:ə dəł bə'ʎɛs]) - муніципалітет, розташований в Автономній області Каталонія, в Іспанії. Код муніципалітету за номенклатурою Інституту статистики Каталонії - 80057. Знаходиться у районі (кумарці) Бальєс-Уріантал (коди району - 41 та VR) провінції Барселона, згідно з новою адміністративною реформою перебуватиме у складі Баґарії (округи) Барселона. 

## Населення
Населення міста (у 2007 р.) становить 7.632 особи (з них менше 14 років - 20,2%, від 15 до 64 - 68,9%, понад 65 років - 10,9%). У 2006 р. народжуваність склала 104 особи, смертність - 50 осіб, зареєстровано 40 шлюбів. У 2001 р. активне населення становило 3.122 особи, з них безробітних - 203 особи.

Серед осіб, які проживали на території міста у 2001 р., 4.683 народилися в Каталонії (з них 1.960 осіб у тому самому районі, або кумарці), 982 особи приїхали з інших областей Іспанії, а 468 осіб приїхало з-за кордону. 

Університетську освіту має 22,6% усього населення. 

У 2001 р. нараховувалося 1.997 домогосподарств (з них 13,7% складалися з однієї особи, 25,3% з двох осіб,23,7% з 3 осіб, 25,5% з 4 осіб, 8,2% з 5 осіб, 2,3% з 6 осіб, 0,9% з 7 осіб, 0,4% з 8 осіб і 0,2% з 9 і більше осіб).

Активне населення міста у 2001 р. працювало у таких сферах діяльності : у сільському господарстві - 1,4%, у промисловості - 26%, на будівництві - 9,6% і у сфері обслуговування - 62,9%. 

 У муніципалітеті або у власному районі (кумарці) працює 2.285 осіб, поза районом - 1.935 осіб.

### Безробіття
У 2007 р. нараховувалося 205 безробітних (у 2006 р. - 214 безробітних), з них чоловіки становили 30,2%, а жінки - 69,8%.

## Економіка

### Підприємства міста

#### Промислові підприємства
| \| Промислові підприємства міста, за сферою діяльності \| Промислові підприємства міста, за сферою діяльності \| Промислові підприємства міста, за сферою діяльності \| \| Рік \| 2002 р. \| 2001 р. \| \| --------------------------------------------------- \| --------------------------------------------------- \| --------------------------------------------------- \| \| Енергетичні та водні ресурси \| 2,5% \| 2,6% \| \| Хімія та метали \| 5% \| 6,5% \| \| Переробка металів \| 45% \| 45,5% \| \| Продукти харчування \| 2,5% \| 2,6% \| \| Текстиль \| 6,2% \| 6,5% \| \| Виробництво меблів, видання \| 32,5% \| 31,2% \| \| Інше \| 6,2% \| 5,2% \| \| Усього підприємств \| 80 \| 77 \| |         |         |
| Промислові підприємства міста, за сферою діяльності |         |         |
| Рік | 2002 р. | 2001 р. |
| Енергетичні та водні ресурси | 2,5%    | 2,6%    |
| Хімія та метали | 5%      | 6,5%    |
| Переробка металів | 45%     | 45,5%   |
| Продукти харчування | 2,5%    | 2,6%    |
| Текстиль | 6,2%    | 6,5%    |
| Виробництво меблів, видання | 32,5%   | 31,2%   |
| Інше | 6,2%    | 5,2%    |
| Усього підприємств | 80      | 77      |

#### Роздрібна торгівля
| \| Підприємства роздрібної торгівлі міста, за сферою діяльності \| Підприємства роздрібної торгівлі міста, за сферою діяльності \| Підприємства роздрібної торгівлі міста, за сферою діяльності \| \| Рік \| 2002 р. \| 2001 р. \| \| ------------------------------------------------------------ \| ------------------------------------------------------------ \| ------------------------------------------------------------ \| \| Продукти харчування \| 16,7% \| 17,1% \| \| Одяг та взуття \| 14,1% \| 15,8% \| \| Товари для дому \| 32,1% \| 31,6% \| \| Книги та періодичні видання \| 3,8% \| 3,9% \| \| Промислова хімічна продукція \| 6,4% \| 6,6% \| \| Продукція, пов'язана з транспортними засобами \| 2,6% \| 2,6% \| \| Інше \| 24,4% \| 22,4% \| \| Усього підприємств \| 78 \| 76 \| |         |         |
| Підприємства роздрібної торгівлі міста, за сферою діяльності |         |         |
| Рік | 2002 р. | 2001 р. |
| Продукти харчування | 16,7%   | 17,1%   |
| Одяг та взуття | 14,1%   | 15,8%   |
| Товари для дому | 32,1%   | 31,6%   |
| Книги та періодичні видання | 3,8%    | 3,9%    |
| Промислова хімічна продукція | 6,4%    | 6,6%    |
| Продукція, пов'язана з транспортними засобами | 2,6%    | 2,6%    |
| Інше | 24,4%   | 22,4%   |
| Усього підприємств | 78      | 76      |

#### Сфера послуг
| \| Підприємства міста, що працюють у сфері послуг, за діяльністю \| Підприємства міста, що працюють у сфері послуг, за діяльністю \| Підприємства міста, що працюють у сфері послуг, за діяльністю \| \| Рік \| 2002 р. \| 2001 р. \| \| ------------------------------------------------------------- \| ------------------------------------------------------------- \| ------------------------------------------------------------- \| \| Гуртова торгівля \| 15,5% \| 16,4% \| \| Готелі та готельний бізнес \| 9,8% \| 9,2% \| \| Транспорт та зв'язок \| 20,1% \| 18,4% \| \| Посередницькі фінансові послуги \| 1,5% \| 1,6% \| \| Послуги підприємствам \| 12,1% \| 11,2% \| \| Послуги фізичним особам \| 24,6% \| 27,2% \| \| Нерухомість та ін. \| 16,3% \| 16% \| \| Усього підприємств \| 264 \| 250 \| |         |         |
| Підприємства міста, що працюють у сфері послуг, за діяльністю |         |         |
| Рік | 2002 р. | 2001 р. |
| Гуртова торгівля | 15,5%   | 16,4%   |
| Готелі та готельний бізнес | 9,8%    | 9,2%    |
| Транспорт та зв'язок | 20,1%   | 18,4%   |
| Посередницькі фінансові послуги | 1,5%    | 1,6%    |
| Послуги підприємствам | 12,1%   | 11,2%   |
| Послуги фізичним особам | 24,6%   | 27,2%   |
| Нерухомість та ін. | 16,3%   | 16%     |
| Усього підприємств | 264     | 250     |

## Житловий фонд
У 2001 р. 2,7% усіх родин (домогосподарств) мали житло метражем до 59 м2, 15,4% - від 60 до 89 м2, 25,6% - від 90 до 119 м2 і
56,4% - понад 120 м2.

З усіх будівель у 2001 р. 31,3% було одноповерховими, 59,4% - двоповерховими, 9
% - триповерховими, 0,2% - чотириповерховими, 0,1% - п'ятиповерховими, 0% - шестиповерховими,
0% - семиповерховими, 0% - з вісьмома та більше поверхами.

## Автопарк
| \| Автомобілі, зареєстровані у місті, за призначенням \| Автомобілі, зареєстровані у місті, за призначенням \| Автомобілі, зареєстровані у місті, за призначенням \| \| Рік \| 2006 р. \| 2005 р. \| \| -------------------------------------------------- \| -------------------------------------------------- \| -------------------------------------------------- \| \| Приватні автомобілі \| 65,8% \| 67,2% \| \| Мотоцикли \| 12,4% \| 11,6% \| \| Вантажівки \| 16,9% \| 16,7% \| \| Трактори \| 1% \| 0,9% \| \| Автобуси та ін. \| 3,8% \| 3,6% \| \| Усього автомобілів \| 6.006 шт. \| 5.801 шт. \| |           |           |
| Автомобілі, зареєстровані у місті, за призначенням |           |           |
| Рік | 2006 р.   | 2005 р.   |
| Приватні автомобілі | 65,8%     | 67,2%     |
| Мотоцикли | 12,4%     | 11,6%     |
| Вантажівки | 16,9%     | 16,7%     |
| Трактори | 1%        | 0,9%      |
| Автобуси та ін. | 3,8%      | 3,6%      |
| Усього автомобілів | 6.006 шт. | 5.801 шт. |

## Вживання каталанської мови
У 2001 р. каталанську мову у місті розуміли 97,7% усього населення (у 1996 р. - 98,2%), вміли говорити нею 83,2% (у 1996 р. - 
88,2%), вміли читати 81,9% (у 1996 р. - 84,5%), вміли писати 61,4
% (у 1996 р. - 60%). Не розуміли каталанської мови 2,3%.

## Політичні уподобання
У виборах до Парламенту Каталонії у 2006 р. взяло участь 3.211 осіб (у 2003 р. - 3.329 осіб). Голоси за політичні сили розподілилися таким чином:
| \| Вибори до Парламенту Каталонії \| Вибори до Парламенту Каталонії \| Вибори до Парламенту Каталонії \| \| Рік \| 2006 р. \| 2003 р. \| \| -------------------------------------- \| ------------------------------ \| ------------------------------ \| \| Конвергенція та Єднання (CiU) \| 43,6% \| 39,3% \| \| Соціалістична партія Каталонії (PSC) \| 16,5% \| 20,6% \| \| Народна партія (PP) \| 8,9% \| 11,2% \| \| Ініціатива за зелену Каталонію (IC) \| 8,7% \| 5,4% \| \| Республіканська лівиця Каталонії (ERC) \| 17,4% \| 22,6% \| \| Громадянська партія (C's) \| 3,1% \| 0% \| \| Інші \| 1,7% \| 0,9% \| |         |         |
| Вибори до Парламенту Каталонії |         |         |
| Рік | 2006 р. | 2003 р. |
| Конвергенція та Єднання (CiU) | 43,6%   | 39,3%   |
| Соціалістична партія Каталонії (PSC) | 16,5%   | 20,6%   |
| Народна партія (PP) | 8,9%    | 11,2%   |
| Ініціатива за зелену Каталонію (IC) | 8,7%    | 5,4%    |
| Республіканська лівиця Каталонії (ERC) | 17,4%   | 22,6%   |
| Громадянська партія (C's) | 3,1%    | 0%      |
| Інші | 1,7%    | 0,9%    |

У муніципальних виборах у 2007 р. взяло участь 2.932 особи (у 2003 р. - 3.213 осіб). Голоси за політичні сили розподілилися таким чином:
| \| Муніципальні вибори \| Муніципальні вибори \| Муніципальні вибори \| \| Рік \| 2007 р. \| 2003 р. \| \| -------------------------------------- \| ------------------- \| ------------------- \| \| Конвергенція та Єднання (CiU) \| 28,6% \| 16,3% \| \| Соціалістична партія Каталонії (PSC) \| 36,9% \| 26,8% \| \| Народна партія (PP) \| 4,7% \| 4,3% \| \| Ініціатива за зелену Каталонію (IC) \| 3,9% \| 0% \| \| Республіканська лівиця Каталонії (ERC) \| 5,9% \| 6,9% \| \| Громадянська партія (C's) \| 0% \| 0% \| \| Інші \| 19,9% \| 45,7% \| |         |         |
| Муніципальні вибори |         |         |
| Рік | 2007 р. | 2003 р. |
| Конвергенція та Єднання (CiU) | 28,6%   | 16,3%   |
| Соціалістична партія Каталонії (PSC) | 36,9%   | 26,8%   |
| Народна партія (PP) | 4,7%    | 4,3%    |
| Ініціатива за зелену Каталонію (IC) | 3,9%    | 0%      |
| Республіканська лівиця Каталонії (ERC) | 5,9%    | 6,9%    |
| Громадянська партія (C's) | 0%      | 0%      |
| Інші | 19,9%   | 45,7%   |